# العلاقات اللبنانية المصرية
العلاقات اللبنانية المصرية، هي العلاقات الثنائية بين لبنان ومصر.

## عبر التاريخ
تتسم العلاقات المصرية اللبنانية بجذورها التاريخية، وتتميز دائما بالتوافق التام تجاه القضايا السياسية المطروحة على الساحة، بالإضافة إلى أن دور مصر مرحب به من جانب الأطياف والقيادات اللبنانية تجاه معظم القضايا الراهنة بالمنطقة، وتعتبر مصر الدولة العربية الأولى التي اعترفت باستقلال لبنان في الأربعيات، وشكلت القاهرة مركزاً للتفاوض على استقلال لبنان، واستضافت اجتماعا حضره كل من الرئيس بشارة الخورى ورياض الصلح برعاية رئيس وزراء مصر الأسبق مصطفى النحاس باشا في الأربعينيات ونتج عن الاجتماع إعلان التحالف بين الخورى والصلح وصياغة «الميثاق الوطني»، الذي أسس نظام الحكم في لبنان في مرحلة ما بعد انتهاء الانتداب الفرنسي.
وقد تطورت العلاقة المصرية اللبنانية إلى الأفضل وخاصة في عهد الرئيس جمال عبد الناصر بسبب دعمه المستمر للبنان والدول العربية وخصوصًا بعد إنشاء الجمهورية العربية المتحدة والتي رحبت بها لبنان، ومجابهة العدوان الثلاثي.

### التوتر بعد كامب ديفيد
وبعد رحيل عبد الناصر وتولى السادات حكم مصر استمرت العلاقة الوطيدة بين مصر ولبنان، وامتدت العلاقة خارج الإطار السياسى ودعمت مصر الدول العربية ومنها لبنان في حربهم ضد إسرائيل، كما وقفت لبنان والدول العربية بجوار مصر في حرب أكتوبر 1973 وشهدت العلاقة توترًا بعد أن تخلت لبنان والدول العربية عن مصر بعد توقيع معاهدة السلام مع إسرائيل، ولكن عادت العلاقة بين البلدين عقب القمة العربية في عمان 1987.

### 2010-2005
وفى أعقاب اغتيال رفيق الحريري عام 2005 لعبت مصر دورًا مهمًا مع المنظومة العربية والعالمية ووقفت بجانب الشعب اللبنانى ودعمته في حربه ضد العدوان الإسرائيلي.
كما حرصت مصر على المشاركة في جلسة انتخاب الرئيس ميشال سليمان في 25 مايو 2008 بوفد عال المستوى ضم كل من السيد رئيس مجلس الشعب، والسيد وزير الخارجية وفي الإطار ذاته، قام السيد سعد الحريري رئيس الوزراء بزيارة القاهرة العديد من المرات كان آخرها في مايو 2010 حيث التقى برئيس الجمهورية ووزير الخارجية.
كما ساهمت أعمال الدورة السابعة للجنة العليا المصرية اللبنانية المشتركة التي عقدت برئاسة رئيسا الوزراء المصرى واللبنانى في شهر يونيو 2010، في إعطاء قوة دفع كبيرة للعلاقات الثنائية بين البلدين لا سيما فيما يتعلق بمستوى التمثيل والمشاركة المصرية في أعمال اللجنة، وحجم الاتفاقات ومذكرات التفاهم والبرامج التنفيذية المبرمة والتي بلغ عددها ثمانية عشر في مجالات الصحة والشئون الاجتماعية والبيئة والسينما والمال والشباب والإعلام والسياحة.
وعلى هامش اللجنة المشتركة، قابل رئيس الوزراء كل من رئيس الجمهورية ميشال سليمان ورئيس مجلس النواب نبيه بري حيث أكد على اهتمام مصر بمتابعة الأوضاع في لبنان، وحرصها الدائم على تثبيت ركائز الأمن والاستقرار، بالإضافة إلى استعداد مصر المستمر لتقديم كافة سبل الدعم والمساعدة من أجل تعزيز جهود التنمية، والمضى قدماً في خطط مصر لتدعيم لبنان بالكهرباء والغاز الطبيعى مساهمة في تحقيق الرخاء للشعب اللبنانى الشقيق.
ساندت مصر لبنان الشقيقة أثناء العدوان الإسرائيلى عليها عام 2006 حيث أكدت مصر أن سياسة العصا الغليظة لن توفر أمنا ولا سلاما ولا استقرارا لإسرائيل وأن عليها أن تعود للطريق الصحيح، طريق التفاوض والحوار لتحقيق السلام والأمن المتكافئ للجميع.
وصدرت مصر بيان مشترك يؤكد وقوف مصر إلى جانب لبنان ضد العدوان الإسرائيلى وتأكيد حق لبنان في مقاومة الاحتلال كما قرر الرئيس السابق قيام مصر بإصلاح كافة محطات الكهرباء التي دمرها العدوان الإسرائيلى، وهو الأمر الذي تم تباعا بأيدى المهندسين المصريين والمعدات المصرية. وقد كان الموقف المصري واضحاً وصريحاً في مؤازرة لبنان وإدانة العدوان الإسرائيلى.. وأن لبنان باستطاعته أن يتجاوز محنة العدوان وان يعود قوياً وصلباً، وقد واصلت مصر جهودها على كل المحاور مع جميع الأطراف من اجل الحفاظ على الوحدة الوطنية اللبنانية وضمان استقلال وسيادة لبنان.
وعلى صعيد آخر ساهمت مصر بدور فعال في إعادة إعمار لبنان ونفذت جميع الأعمال الكهربائية اللازمة لإعادة التيار الي الشبكة الكهربائية بالأماكن المضارة بلبنان الشقيق من جراء القصف الإسرائيلي لها. حيث وصل إلى لبنان في 12 أكتوبر 2006 وفد عالي المستوي من خبراء وزارة الكهرباء والطاقة والشركات المنفذة برئاسة رئيس هيئة كهرباء الريف لإجراء الاختبارات اللازمة للمهمات والمعدات الكهربائية التي قدمتها مصر للأشقاء في لبنان تنفيذا لإعادة تأهيل وتشغيل الشبكة الكهربائية وتسليم هذه الأعمال إلي الجانب اللبناني ليقوم بدوره في تشغيلها. وقد تم القيام بجميع الأعمال المدنية والكهربائية والميكانيكية بالكامل بمحطة صيدا كما تم تركيب برج النهاية بالكامل المغذي للمحطة بمعرفة فرق العمل المصرية مشيرا إلي أنه تمت جميع الأعمال المدنية والكهربائية والميكانيكية بالكامل بمحطة سبلين.
في ظل أزمة الاستحقاق الرئاسي وفشل مجلس النواب اللبناني في تأمين نصاب الجلسة التي كانت مقررة في 25 نوفمبر 2007، لاختيار رئيس جديد للبنان خلفاً للرئيس العماد أميل لحود المنقضية ولايته، كان لمصر موقف واضح وصريح انطلاقاً من المبادئ التي ترتكز عليها سياساتها الخارجية في تعاملها مع القضايا سواء الدولية أو الإقليمية المختلفة. ومن هذا المنطلق أكد الموقف المصري في تعامله مع أزمة الاستحقاق الرئاسي في لبنان، على الدعوة إلى رفع الأيدي عن لبنان وتركه لأهله يقررون ما يريدونه بأنفسهم، وتشجع سياسيي لبنان على الحوار فيما بينهم، والتأكيد على أن مصر لا تنحاز لأي طرف، وإنها تؤيد ما سوف يختاره القادة اللبنانيون والبرلمان اللبناني، وأن كل ما يعنيها هو سيادة لبنان واستقلاله ووئام أبنائه ووحدة شعبه.
في 13 يونيو 2008، أكد الموقف المصري من خلال تصريحات مسؤليها أن مصر لم تساند حكومة فؤاد السنيورة في لبنان فقط بل «ساندت الشعب اللبناني، والمجتمع اللبناني قائم علي توازن دقيق بين 17 طائفة واتجاهاً». وأن مصر طالبت بأن يعود الجميع إلي هذا التوازن الداخلي الدقيق الذي بني في الطائف وبني ربما من عام 1943 باستقلال لبنان. وأن تشكيل الحكومة اللبنانية يعد جزءا من تنفيذ اتفاق الدوحة الذي تم التوصل إليه برعاية عربية وفي إطار تفعيل المبادرة العربية.
في 11 يوليو 2008، عبرت مصر عن ترحيبها بتشكيل حكومة الوحدة الوطنية اللبنانية الذي يعد إستكمالا لتفعيل المؤسسات الدستورية اللبنانية بعد مرحلة طويلة من التعطيل مشيرا إلى أن مصر سوف تدعم الحكومة الجديدة في الاضطلاع بمهامها خلال الفترة المتبقية وإلى حين إجراء الانتخابات النيابية اللاحقة.
كما عقدت أول قمة مصرية لبنانية بين الرئيس السابق مبارك والرئيس اللبناني ميشال سليمان في القاهرة، وتناولت المباحثات تطورات الأوضاع في الشرق الأوسط وتطورات الأوضاع السياسية في لبنان والحوار الوطني اللبناني بين مختلف القوى السياسية.
وتأكيدا لمواقف مصر الثابتة بشأن الأوضاع اللبنانية والتي عبر عنها الرئيس عبد الفتاح السيسي في أكثر من مناسبة استقبل فيها مسئولين لبنانيين، فقد احتلت مسألة إنهاء الفراغ الرئاسي في لبنان المحور الأهم في حديث أطراف الطاولة، حيث أكد الوزير سامح شكري على اهتمام مصر البالغ بانتخاب رئيس للجمهورية اللبنانية يتفق عليه اللبنانيون في أسرع وقت، رابطا بين هذا الأمر وبين تفعيل عمل كافة مؤسسات الدولة اللبنانية وتجنيب لبنان مخاطر الصراعات والتجاذبات الإقليمية بغية ضمان استقراره وحفاظا على مصلحة شعبه الشقيق.

### 2019-2014
في 28 أبريل 2014، صدق الفريق أول صدقي صبحي القائد العام للقوات المسلحة وزير الدفاع والإنتاج الحربي المصري على اقلاع طائرة عسكرية الي مطار بيروت وعلي متنها 12 طنا من الأدوية والمستلزمات الطبية والتعيينات والمهمات المقدمة من مصر الي دولة لبنان الشقيقه لدعم مستشفى السلام المصرية التابعة للقوات المسلحة بمدينة بيروت.
في 23 سبتمبر 2014، استقبل الرئيس المصري عبد الفتاح السيسي بنيويورك، تمام سلام، رئيس وزراء لبنان، على هامش أعمال الدورة التاسعة والستين للجمعية العامة للأمم المتحدة، بحثا الجانبان القضايا ذات الاهتمام المشترك بين البلدين.
في سبتمبر 2016 التقى الرئيس السيسي مع رئيس الوزراء اللبناني تمام سلام على هامش أعمال الجمعية العامة للأمم المتحدة في نيويورك.حيث اكد الرئيس على حرص مصر على متابعة التطورات في لبنان واهتمامها بالحفاظ على أمنه واستقراره، مؤكدا على أهمية الحفاظ على وحدة الشعب اللبناني ودعم مؤسسات الدولة اللبنانية.
وفي أكتوبر 2016، انتخب ميشال عون رئيسا للبنان بعد عامين ونصف من شغور المنصب وقداعربت رئاسة الجمهورية عن خالص التهنئة للشعب اللبناني، بمناسبة انتخاب مجلس النواب اللبناني، ميشال عون رئيسًا للجمهورية اللبنانية وأعلنت رئاسة الجمهورية عن ترحيبها في بيان لها بما يمثله انتخاب ميشال عون رئيسًا للبنان الشقيق من خطوة مهمة لترسيخ مفهوم الدولة الوطنية بمؤسساتها، وما تعكسه من حرص مختلف القوى السياسية اللبنانية على إعلاء المصلحة الوطنية وتحقيق الاستقرار السياسي، وإنهاء حالة الفراغ الرئاسي، متمنيةً للرئيس عون خالص التوفيق في الاضطلاع بمهامه، بما يساهم في مُضى البلاد قدمًا على طريق التقدم والازدهار.
وأكدت رئاسة الجمهورية في هذه المناسبة على عُمق العلاقات التاريخية التي تربط بين مصر ولبنان، وحرصها على تعزيز العلاقات الثنائية في مختلف المجالات.
في فبراير 2017 عقد الرئيس عبد الفتاح السيسي جلسة مباحثات ثنائية مع الرئيس اللبناني ميشال عون خلال زيارته الرسمية لمصر، أعقبها لقاء ضم أعضاء الوفدين، حيث جدد الرئيس خلال لقائه مع الرئيس عون التهنئة بمناسبة انتخابه رئيساً للبنان وأن نجاح لبنان في استكمال الاستحقاق الرئيس يعد نموذجاً يحتذى به للحلول الوطنية الخالصة.
في نوفمبر 2017 قام وزير الخارجية المصري سامح شكري بتكليف من رئيس الجمهورية عبد الفتاح السيسي بجولة شملت ست دول عربية (الأردن والإمارات والكويت والبحرين وسلطنة عمان والسعودية) حيث قام بإجراء مباحثات تتضمن الأزمة المثارة حول استقالة رئيس وزراء لبنان سعد الحريري. وأكدت مصر موقفها الثابت بشأن ضرورة الحفاظ على التضامن العربي في مواجهة التحديات المختلفة التي تشهدها المنطقة… وضرورة تجنيب المنطقة المزيد من أسباب التوتر أو الاستقطاب وعدم الاستقرار".
استقبل الرئيس عبد الفتاح السيسي، في نوفمبر 2017 بقصر الاتحادية سعد الحريري رئيس وزراء لبنان، حيث تناول اللقاء آخر مستجدات الأوضاع في المنطقة، وتطورات الموقف في لبنان.

## العلاقات الاقتصادية
ترتبط مصر ولبنان بعلاقات اقتصادية قوية واستطاعت اللجنة المصرية –اللبنانية المشتركة العليا في تعزيز ودعم حركة التجارة بين البلدين خاصة بعد تحرير الأراضي اللبنانية من الاحتلال الإسرائيلى.
في 23 مارس 2017 تم اجتماع الدورة الثامنة للجنة العليا المشتركة بين مصر ولبنان، برئاسة رئيسي وزراء البلدين، وحضر المباحثات عن الجانب المصري وزراء الكهرباء، والاستثمار والتعاون الدولي، والثقافة، والتجارة والصناعة، والمالية، والتربية والتعليم، والزراعة، والنقل، وعن الجانب اللبناني حضر نائب رئيس مجلس الوزراء ووزير الصحة العامة، ووزراء التربية والتعليم العالي، والزراعة، والمالية، والداخلية والبلديات، والاشغال العامة والنقل، والطاقة والمياه، والاقتصاد والتجارة. شهد م. شريف إسماعيل رئيس مجلس الوزراء ونظيرة اللبنانى سعد الحريرى مراسم التوقيع علي 17 وثيقة واتفاقية برتوكول للتعاون المشترك بين البلدين التي تسهم في دعم وتعزيز كافة مجالات التعاون بين البلدين في كافة المجالات.

### الاستثمارات
بلغت الاستثمارات اللبنانية في مصر أكثر من 1300 مشروع، ليحتل لبنان المركز 13 بين نحو 152 دولة مستثمرة في مصر، وتأتى مبادرة «مصر- لبنان إلى أفريقيا» التي تمّ الإعلان عنها مؤخرا، والتي كانت أولى خطواتها الإعلان عن تأسيس «الشركة المصرية اللبنانية للتجارة والاستثمار في أفريقيا» بهدف تشجيع الصادرات المصرية واللبنانية إلى أفريقيا، كما تقوم مجموعة «الاقتصاد والأعمال» بدور فاعل في إطار تعزيز علاقة رجال الأعمال المصريين واللبنانيين، ونشاطها المتزايد من خلال تنظيم مؤتمرات دورية ليس فقط لتشجيع الاستثمار اللبناني في مصر وإنما أيضا الوطن العربي.

### السلع المتبادلة
أهم السلع المتبادلة بين البلدين:
- أهم 10 سلع في الصادرات المصرية إلى لبنان:
قضبان من حديد أو صلب، أسلاك من نحاس، بطاطس، منظفات صناعية، زيوت وشحوم نباتية وحيوانية، قار نفطى، منتجات مجلخة من حديد، أجبان، بلاط سيراميك، لدائن ومصنوعاتها.
- أهم 10 سلع في الواردات المصرية من الدولة:
خردة حديد، تفاح، آلات وأجهزة لشغل عجينة الورق والكرتون، ألواح وصفائح، من لدائن، حمض فوسفوريك، ورق وكرتون، كتب ومطبوعات، أسمنت بورتلاند، جرارات، قطع غيار للسيارات.
الأزمة اللبنانيه واستيراد الغاز من مصر
في الربع الأول من العام 2021 عانت لبنان من أزمة في الغاز والبترول والكهرباء وانهيار العملة فكان اقتراح البنك الدولي لاستيراد الغاز من مصر حلاً سريعا للأزمة اللبنانيه . الاقتراح كان عبارة عن خط غاز طوله 1200كيلو متر يمر من العريش إلى طابا ثم اللي الأردن مرورًا بحمص ثم إلى بيروت يموله البنك الدولي حيث أشار المهندس هاشم عقل أن هذه الصفقة سيمولها البنك الدولي وسيتم دفع ثمن الغاز لمصر عن طريق البنك الدولي نيابتًا عن الحكومة اللبنانيه، وافقت سوريا مؤخرًا على مرور الغاز المصري عبر أراضيها ومن ثم أعلن المهندس طارق الملا وزير التعدين والبترول بدء ضخ الغاز خلال أواخر 2021 إلى لبنان

## الأتفاقيات
| الاتفاقية | التوقيع        |
| --- | -------------- |
| اتفاقية تيسير وتنمية التبادل التجارى بين الدول العربية | 1981           |
| اتفاقية تشجيع وحماية الاستثمارات | 1996           |
| اتفاقية تجنب الازدواج الضريبي | 1996           |
| اتفاق البرنامج التنفيذى لدعم التبادل التجارى | 10 سبتمبر 1998 |
| بروتوكول للتعاون الزراعى في مجال الحجر الصحى الزراعى | يناير 2005     |
| بروتوكول التعاون الزراعى في مجال الحجر الزراعى | 31 أكتوبر 2007 |
| مذكرة تفاهم حول التعاون في مجال الاعتراف المتبادل بشهادات المطابقة بين الهيئة المصرية العامة للمواصفات والجودة في جمهورية مصر العربية ومعهد البحوث الصناعية في الجمهورية اللبنانية | 31 أكتوبر 2007 |
| مذكرة تفاهم للتعاون في مجال الخدمات البيطرية والحجر البيطرى | 31 أكتوبر 2007 |
| مذكرة تفاهم في مجال المعارض والأسواق الدولية والأسابيع التجارية | 31 أكتوبر 2007 |
| اتفاق التعاون الإدارى المتبادل من أجل الوقاية من المخالفات الجمركية والبحث عنها ومكافحتها                                                                                          | 31 أكتوبر 2007 |
| مذكرة تفاهم حول تبادل الخبرات بين جهازى التحقيق في الدولتين لأغراض تحقيقات مكافحة الإغراق والدعم والإجراءات الوقائية                                                               | 31 أكتوبر 2007 |
| البرنامج التنفيذى حول تبادل الخبرات بين جهازى التحقيق في الدولتين لأغراض تحقيقات مكافحة الإغراق والدعم والإجراءات الوقائية                                                         | 17 يونيو 2010  |
| مذكرة تفاهم للتعاون بين المؤسسة العامة لتشجيع الاستثمارات في لبنان في الجمهورية اللبنانية والهيئة العامة للاستثمار والمناطق الحرة                                                  | 17 يونيو 2010  |
| برنامج تنفيذى لمذكرة التفاهم حول التعاون في مجال الاعتراف المتبادل بشهادات المطابقة                                                                                                | 17 يونيو 2010  |
| مذكرة تفاهم للتعاون بين بورصة بيروت والبورصة المصرية | 17 يونيو 2010  |
| مذكرة تفاهم للتعاون بشأن التأمين وإعادة التأمين | 17 يونيو 2010  |
| مذكرة تفاهم للتعاون في مجال المراكز التكنولوجية | 17 يونيو 2010  |
| مذكرة تفاهم للتعاون في مجال مراقبة الشركات | 17 يونيو 2010  |
| مذكرة تفاهم لتأسيس أول شركة مصرية لبنانية لتسويق الدواء المصرى في دول القارة الإفريقية                                                                                             | 17 ديسمبر 2015 |